# Bao Chunlai
Pour les articles homonymes, voir Bao.
Dans ce nom chinois, le nom de famille, Bao, précède le nom personnel.
Bao Chunlai (en chinois simplifié :  鲍春来, en pinyin Bào Chūnlái) est un joueur de badminton, professionnel de 2002 à 2011, né le 17 février 1983 à Changsha en Chine.

## Carrière professionnelle
Bao Chunlai s'est imposé comme l'un des acteurs majeurs du badminton durant la première décennie du XXIe siècle, atteignant le 2e rang mondial en 2007. Membre de l'équipe de Chine durant près de 10 années, il remporte au total avec elle 4 Thomas Cup consécutives (2004, 2006, 2008 et 2010). Il a également remporté 3 médailles aux championnats du monde en 4 participations : 2 en bronze (2003 et 2007); 1 en argent (2006), s'inclinant face à son compatriote chinois Lin Dan. Son parcours olympique est quelque peu décevant. Il atteint les seizièmes de finale à Athènes en 2004 et les quarts de finale à Beijing en 2008.
Il se retire officiellement de l'équipe nationale chinoise le 21 septembre 2011.

### Palmarès
| Rang                     | Catégorie        | Année | Lieu / Tournoi              |
| ------------------------ | ---------------- | ----- | --------------------------- |
| Championnats du monde :  |                  |       |                             |
| 2                        | Simple messieurs | 2006  | Madrid, Espagne             |
| 3                        | Simple messieurs | 2007  | Kuala Lumpur, Malaisie      |
| 3                        | Simple messieurs | 2003  | Birmingham, Grande-Bretagne |
| Thomas Cup :             |                  |       |                             |
| 1                        | Équipe           | 2010  | Kuala Lumpur, Malaisie      |
| 1                        | Équipe           | 2008  | Jakarta, Indonésie          |
| 1                        | Équipe           | 2006  | Sendai et Tokyo, Japon      |
| 1                        | Équipe           | 2004  | Jakarta, Indonésie          |
| Jeux asiatiques :        |                  |       |                             |
| 1                        | Équipe           | 2010  | Guangzhou, Chine            |
| 1                        | Équipe           | 2006  | Doha, Qatar                 |
| 3                        | Équipe           | 2002  | Busan, Corée du Sud         |
| Championnats d'Asie :    |                  |       |                             |
| 1                        | Simple messieurs | 2009  | Suwon, Corée du Sud         |
| Tournois internationaux: |                  |       |                             |
| 1                        | Simple messieurs | 2010  | Open d'Allemagne            |
| 1                        | Simple messieurs | 2009  | Open du Japon               |
| 1                        | Simple messieurs | 2009  | Open de Singapour           |
| 1                        | Simple messieurs | 2009  | Open d'Allemagne            |
| 1                        | Simple messieurs | 2007  | Open de Chine               |
| 1                        | Simple messieurs | 2006  | Open de Corée du Sud        |
| 1                        | Simple messieurs | 2001  | Open du Danemark            |
| 2                        | Simple messieurs | 2007  | Open de France              |
| 2                        | Simple messieurs | 2007  | Open du Danemark            |
| 2                        | Simple messieurs | 2007  | Open de Malaisie            |
| 2                        | Simple messieurs | 2006  | Open de Chine               |
| 2                        | Simple messieurs | 2006  | Open d'Indonésie            |
| 2                        | Simple messieurs | 2005  | Open de Chine               |
| 2                        | Simple messieurs | 2005  | Open de Hong Kong           |
| 2                        | Simple messieurs | 2005  | Masters de Chine            |
| 2                        | Simple messieurs | 2004  | Open de Chine               |
| 2                        | Simple messieurs | 2004  | Open du Japon               |
| 2                        | Simple messieurs | 2004  | Open de Suisse              |
| 3                        | Simple messieurs | 2007  | Open d'Angleterre           |
| 3                        | Simple messieurs | 2007  | Open de Corée du Sud        |
| 3                        | Simple messieurs | 2006  | Open de Singapour           |
| 3                        | Simple messieurs | 2005  | Open de Malaisie            |
| 3                        | Simple messieurs | 2005  | Open de Malaisie            |
| 3                        | Simple messieurs | 2004  | Open d'Indonésie            |
| 3                        | Simple messieurs | 2004  | Open de Singapour           |
| 3                        | Simple messieurs | 2003  | Open de Hong kong           |
| 3                        | Simple messieurs | 2003  | Open d'Allemagne            |
| 3                        | Simple messieurs | 2002  | Open d'Angleterre           |
| 3                        | Simple messieurs | 2002  | Open d'Indonésie            |
| 3                        | Simple messieurs | 2002  | Open de Malaisie            |